# 麻绒乡
麻绒乡，是中华人民共和国四川省甘孜藏族自治州白玉县下辖的一个乡镇级行政单位。

## 行政区划
麻绒乡下辖以下地区：
麻绒村、德来村、入当村、格塔村、血家村、然本村和马门村。